# Will Jimeno
William J. Jimeno, född 26 november 1967 i Barranquilla, Colombia,  är en amerikansk polis som var en av de sista överlevande som kunde räddas ur rasmassorna av World Trade Center efter den 11 september 2001. 
Will Jimeno porträtteras av Michael Peña i filmen World Trade Center av Oliver Stone.